# Mikulov (Břeclavi járás)
Mikulov (németül Nikolsburg, régi magyar neve: Miklósvár) város Csehországban (Dél-Morvaországban).

## Fekvése
Brünntől 50 km-re délre, a Pavlovi-hegység déli lejtőjén, az osztrák határnál.

## Története
Mikulovtól 10 km-re északra van Dolní Vĕstonice (Unterwisternitz), az egyik leghíresebb őskori lelőhely Európában. 25-30 000 éve mamutvadászok jártak erre, akik a világon először készítettek szobrot, a Dolní Věstonice-i vénuszt kerámiából.
Ugyanezen a környéken, Pasohlávkynál (Weisstätten) van egy táborhely, ahol Marcus Aurelius császár X. légiója állomásozott a markomann háborúk alatt, a 2. század végén. A borostyánút is itt vezetett keresztül a Morva-kapu felé, hogy elérje a Balti-tenger partját.
A 13. században német telepesek érkeznek, a várat pedig a Liechtensteinek kapják. 1403-ban egyikük, János szabadította ki bécsi fogságából, és vitte Mikulovba IV. Vencel cseh királyt. Itt kb. 60 éve minden szeptemberben borfesztivált rendeznek e siker emlékére. 1468-90 között I. Mátyás magyar király uralma alatt állt a város. A Liechtensteinek az 1520-as években itteni birtokaikra telepítették az anabaptista vallású hutteritákat, akiket majd a város későbbi urai, a Dietrichsteinek űznek ki a 17. században. A várat és a hozzá tartozó birtokokat 1560-ban 60.000 tallérért Kerecsényi László vette meg. Később lánya, Judit élt itt.
A harmincéves háborúban a cseheket támogató Bethlen Gábor erdélyi fejedelem és II. Ferdinánd megbízottjai 1621-ben éppen Mikulovban írták alá a nikolsburgi békét.
Buda visszafoglalása után az oszmán hódítókkal való fegyveres együttműködésben bűnös 270 zsidót Budáról Nikolsburgba telepítik.
A porosz–osztrák–olasz háborúban elszenvedett königgrätzi vereség után erre vonultak vissza az osztrákok, hogy védjék Bécset, miközben a poroszok nyomultak utánuk. Végül 1866. július 26-án éppen Mikulovban kötötték meg azt a fegyverszünetet, amelynek eredményeként aláírják majd a háborút lezáró, a német egységben a poroszok vezető szerepét elismerő prágai békét. Az osztrákok teljes legyőzését kívánó I. Vilmos porosz király a mikulovi főhadiszálláson nem akarta aláírni a fegyverszünetet, mire Bismarck kancellár sírt, porcelánt dobált, és végül azzal fenyegetőzött, hogy kiugrik az emeleti ablakból. Erre az erős érvre aztán Vilmos is meghátrált, és az lett, amit Bismarck akart (és ami megakadályozta Franciaország és Oroszország beavatkozását, meg az esetleges magyar és cseh függetlenséget).
A nácik a második világháború végén a mikulovi várba gyűjtötték össze a környék műkincseit, de ez leégett 1945-ben, amikor a Vörös Hadsereg elérte a területet. A városka lakosságának nagy részét kitevő németeket a háború után kitelepítették Ausztriába.
Mikulovban élt a 15. század óta a prágai után a második legnagyobb csehországi zsidó közösség. A 16. században itt volt a morvaországi zsidók kulturális központja, ahol 20 évig az a Löw rabbi volt a vallási vezető, aki a monda szerint Prágában a Gólemet készítette. A 18. században a lakosság fele (kb. 3000 fő) már zsidó volt. Miután közülük sokan később Bécsbe költöztek, 1938-ra már csak 472-en maradtak, akik közül aztán 327-en nem élték túl a holokausztot.

## Látnivalók
- Várkastély: Az eredeti középkori Liechtestein-várat a 18. században a Dietrichsteinek építették át pompás barokk kastéllyá. Pincéjében hatalmas boroshordó, amely készítésekor, a 17. században még a világ legnagyobbja volt.
- A 16-18. században kiépült történelmi főtér.
- A Dietrichstein család 17. századi barokk mauzóleuma.
- Az egykori zsidó gettó épületei, különös tekintettel a 16. századi zsinagógára és a temetőre.
- Az ún. Kecskevár (Kozí Hrádek), amely a 15. században ágyútoronynak épült.
- A 363 m magas ún. Szent Domb (Svatý kopeček), tetején a 17. századi barokk Szent Sebestyén búcsújáró templommal.
- A Turold-barlangok barlangrajzokkal és denevérekkel.

## Népesség
A település népessége az elmúlt években az alábbi módon változott:
| Lakosok száma | 7173 | 8092 | 7699 | 6041 | 7477 | 7416 | 7386 | 7455 | 7427 | 7577 |
|               | 1869 | 1900 | 1921 | 1961 | 1991 | 2014 | 2017 | 2020 | 2022 | 2025 |

## Nevezetes személyek
- Itt született 1732-ben Joseph von Sonnenfels osztrák író [11]